# برزنديق
برزنديق هي قرية في مقاطعة كليبر، إيران. عدد سكان هذه القرية هو 195 في سنة 2006.